# Kvimo
Kvimo är en del av en ö och en by i Vörå kommun i Österbotten. Tillsammans med Teugmo och Oxkangar bildar Kvimo Finlands sextonde största havsö med 46 km².
Området är beläget omedelbart norr om Maxmos fastlandsdel med vilket det har förbindelse via Öjskata bro. 
Kvimo omnämndes första gången i historien 1478 när Kvimo och grannön Teugmo stred om äganderätten till "Jänissaari" senare Jenäsu.